# Pteromalus platyphilus
Pteromalus platyphilus är en stekelart som beskrevs av Walker 1874. Pteromalus platyphilus ingår i släktet Pteromalus och familjen puppglanssteklar. Arten är reproducerande i Sverige. Inga underarter finns listade i Catalogue of Life.